# Contrazione del blocco d

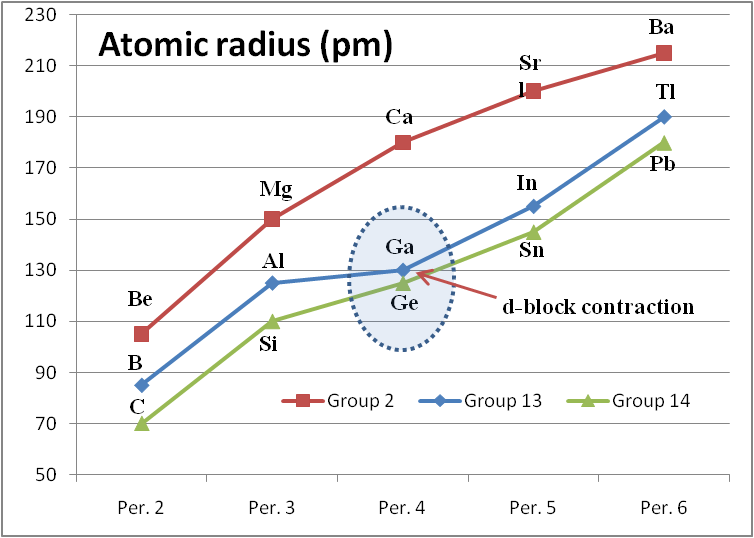
Raggi atomici degli elementi dei gruppi 2, 13 e 14. La discontinuità che si osserva per Ga e Ge è dovuta alla contrazione del blocco d.

La  contrazione del blocco d in chimica è la contrazione di dimensioni che si osserva per gli elementi chimici che seguono il blocco d, e che quindi possiedono un livello d completamente pieno (d10) nella loro configurazione elettronica. Questa contrazione è dovuta al fatto che gli elettroni negli orbitali d sono meno efficaci nello schermare la carica nucleare rispetto agli elettroni s e p (l'ordine di efficacia è s > p > d > f), e di conseguenza gli elettroni esterni sono maggiormente attratti dal nucleo.
Oltre alle dimensioni atomiche, la contrazione del blocco d influenza anche altre proprietà degli elementi coinvolti. Questi effetti sono particolarmente evidenti negli elementi gallio, germanio, arsenico, selenio e bromo (appartenenti al quarto periodo) e diventano sempre meno marcati muovendosi verso destra nella tavola periodica (passando dal gruppo 13 al gruppo 17). La tabella 1 riporta alcune proprietà degli elementi del gruppo 13, utili a evidenziare l'effetto della contrazione del blocco d. Nella figura sono diagrammati i dati dei raggi atomici, mettendoli a confronto con i corrispondenti valori degli elementi dei gruppi 2 e 14. Si può notare come nel gruppo 13 l'andamento del raggio atomico scendendo lungo il gruppo non è regolarmente crescente come quello che si osserva per il gruppo 2, ma mostra una anomalia con il gallio, che possiede dimensioni solo di poco superiori a quelle dell'alluminio. Questa minore dimensione è dovuta alla contrazione del blocco d, dato che il gallio è il primo elemento del gruppo a possedere un livello d completamente pieno (d10). L'effetto di contrazione si ripercuote anche sui congeneri più pesanti indio e tallio. La figura illustra anche come l'effetto della contrazione del blocco d sia presente anche nel gruppo 14, ma in misura minore.
| Elemento      | Configurazione elettronica atomica | Somma dei primi tre potenziali di ionizzazione (kJ/mol) | Raggio atomico (pm) |
| ------------- | ---------------------------------- | ------------------------------------------------------- | ------------------- |
| Boro, B       | [He] 2s2 2p1                       | 6887                                                    | 85                  |
| Alluminio, Al | [Ne] 3s2 3p1                       | 5139                                                    | 125                 |
| Gallio, Ga    | [Ar] 3d10 4s2 4p1                  | 5521                                                    | 130                 |
| Indio, In     | [Kr] 4d10 5s2 5p1                  | 5083                                                    | 155                 |
| Tallio, Tl    | [Xe] 4f14 5d10 6s2 6p1             | 5438                                                    | 190                 |

Un'altra proprietà che viene influenzata dalla contrazione del blocco d è il potenziale di ionizzazione. Dai dati in tabella 1 si può notare che per il gallio la somma dei primi tre potenziali di ionizzazione risulta maggiore di quella dell'alluminio, mentre secondo i normali andamenti scendendo lungo un gruppo il potenziale di ionizzazione dovrebbe calare. In sostanza gallio e indio hanno energie di ionizzazione maggiori di quanto ci si aspetterebbe estrapolando i valori di boro e alluminio. L'ulteriore aumento che si osserva per il tallio è dovuto alla contrazione lantanidica, dovuta alla presenza di un livello pieno f14. Sia la contrazione del blocco d che la contrazione lantanidica sono giustificabili in base alla configurazione elettronica, e non sono implicati effetti relativistici.
Le anomalie dovute alla contrazione del blocco d scompaiono se si confrontano le proprietà degli elementi boro e alluminio con quelle di scandio, ittrio e lantanio, che appartengono al gruppo 3. Questi cinque elementi hanno una configurazione elettronica esterna con solo tre elettroni oltre il guscio chiuso del gas nobile precedente. Come si può notare dai dati riportati in tabella 2, le dimensioni atomiche crescono regolarmente, mentre le energie di ionizzazione calano regolarmente.
| Elemento      | Configurazione elettronica atomica | Somma dei primi tre potenziali di ionizzazione (kJ/mol) | Raggio atomico (pm) |
| ------------- | ---------------------------------- | ------------------------------------------------------- | ------------------- |
| Boro, B       | [He] 2s2 2p1                       | 6887                                                    | 85                  |
| Alluminio, Al | [Ne] 3s2 3p1                       | 5139                                                    | 125                 |
| Scandio, Sc   | [Ar] 3d1 4s2                       | 4257                                                    | 160                 |
| Ittrio, Y     | [Kr] 4d1 5s2                       | 3760                                                    | 180                 |
| Lantanio, La  | [Xe] 5d1 6s2                       | 3455                                                    | 187                 |